# Coal Harbour (Südgeorgien)
Der Coal Harbour (englisch für Kohlenhafen) ist eine kleine Bucht an der Südküste und nahe dem westlichen Ende Südgeorgiens. Sie liegt 800 m östlich des Undine Harbour.
Um 1912 war die Bucht als Coaling Harbour bekannt und spielte auf die Nutzung durch Wal- und Robbenjäger an, die hier Kohle auf ihren Schiffen bunkerten. Teilnehmer der britischen Discovery Investigations verkürzten diese Benennung im Zuge einer Kartierung des Gebiets zwischen 1926 und 1930.